# Bismarckturm (Quedlinburg)
Der Bismarckturm in Quedlinburg in Sachsen-Anhalt ist der älteste Bismarckturm des Bundeslands.

## Lage
Der im Quedlinburger Denkmalverzeichnis eingetragene Turm befindet sich auf dem Bleichberg im Zentrum der Parkanlage Johannishain südlich der Quedlinburger Innenstadt am Rande des Stadtteils Süderstadt.

## Geschichte
Der Turm geht auf eine Anregung des Quedlinburger Stadtrats Georg Vogler zurück, der den Bau bereits 1894, noch zu Lebzeiten des damit zu ehrenden Otto von Bismarck, vorschlug. Vogler spendete anlässlich des 80. Geburtstages von Bismarck 1.000 Mark zur Errichtung des Turms. Der Quedlinburger Oberbürgermeister Gustav Brecht informierte die Stadtverordnetenversammlung am 27. März 1895 über die Zuwendung. Die Stadtverordneten stimmten dem Bauvorhaben einstimmig zu.
Auf dem Bleicheberg, in einer Höhe von 215 Meter über Normalnull, wurde bereits am 1. April 1895 der Grundstein gelegt. Das Gelände gehörte dem benachbarten St. Johannis-Hospital. Die umgebende Parkanlage wurde zugleich in Bismarckhain umbenannt.
Bemerkenswert ist die mächtige Bismarckeiche die vom ehemaligen Reichskanzler aus seinem  Sachsenwald nach Quedlinburg 1887 als Geschenk überbracht wurde. 
Der Bau erfolgte nach Plänen des Quedlinburger Stadtbaurats Gaul. Insgesamt beliefen sich die Baukosten auf 7.645 Mark, die aus Spenden finanziert wurden.
Die Einweihung erfolgte am 1. April 1896. Bei einem Blitzschlag im Sommer 1905 wurde das Wappen oberhalb der Tür beschädigt.
In der Zeit nach dem Zweiten Weltkrieg wurde unter politischen Gesichtspunkten der Turm nach dem benachbarten kirchlichen Stift in Johannisturm umbenannt und sämtliches auf Bismarck Verweisendes entfernt. 1957 wurde das Hospital St. Johannis enteignet und der Turm ging in das Eigentum der Stadt Quedlinburg über. Zunächst diente der Turm noch als Aussichtsturm. Etwa Mitte der 1970er Jahre wurde der Turm dann geschlossen. Neben fehlenden Unterhaltungsarbeiten hatte auch ein Blitzschlag zu neuen Schäden geführt. Die Turmspitze wurde abgebaut.
Im Zeitraum 1992 bis 1994 erfolgte eine Sanierung des Turms. Er erhielt seinen ursprünglichen Namen und den historischen Schriftzug Bismarkthurm. Im August 1992 wurde eine neue Turmspitze aufgesetzt. Die Umfriedung der Terrasse erfolgt nun durch eine zwischen Pfosten gespannte Kette, die allerdings im April 1995 bereits wieder in Teilen zerstört war. Die Zahl der zur Terrasse führenden Stufen wurde auf fünf erhöht und eine Eichentür mit historischer Blechauflage rekonstruiert. Die Wiederherstellung der momentan fehlenden Granitbrüstung ist bereits eingeleitet.
Der Bismarckturm wurde an das Evangelische Kirchspiel (heute: evangelische Kirchengemeinde Quedlinburg) rückübertragen.
Die ursprüngliche Brüstung an der Aussichtsplattform brach bis zum Jahr 2001 vollständig ab und wurde zunächst im Bauhof der Stadt Quedlinburg eingelagert.
Park und Turm wurden 2014 von der Eigentümerin Vereinigte Evangelische Heilige Geist und Sankt Johannis Hospitalgemeinde zu Quedlinburg an einen privaten Investor verkauft. Aus gesundheitlichen Gründen des Erwerbers konnte dieser die Instandsetzung nicht mehr realisieren, so dass der Turm samt Park von einem neuen Investor im Sommer 2022 übernommen wurde. Die Sanierungsarbeiten sind bereits im Park und Turm angelaufen.
Eine Besichtigung vom Park (englischer Landschaftspark) und Turm ist nach Absprache unter 0176 17373722 möglich. 

## Architektur
Auf einer eigens geschaffenen Terrasse entstand mit rundem Grundriss ein 20 Meter hoher Turm aus Granit und Kalkstein. Eine Feuerschale, wie bei anderen Bismarcktürmen zum Teil üblich, erhielt der Turm nicht.
Zum Turm führten vier, zur Eingangstür etwas versetzte, steinerne Stufen. Die Terrasse war von einem Geländer eingefasst.
Das untere Geschoss des Turms ist achteckig und mit Quadersteinen verblendet. Die jeweilige Kantenlänge beträgt 1,80 Meter. Der Sockel des Turms ist 0,95 Meter hoch. An seinem Fuß hat der Bismarckturm einen Durchmesser von 5,82 Meter.
Oberhalb der Eingangstür trug der Turm bereits ursprünglich den Schriftzug BISMARCKTHURM. Darüber war ein Otto von Bismarck zeigendes Bronzerelief angebracht. Das Relief schuf der Berliner Richard Anders, gegossen wurde es von der Gießerei Martin und Piltzig Berlin.
Auf der Eingangsseite trägt der Turm das Quedlinburger Stadtwappen. Im Turmschaft befinden sich zu jeder Seite drei Fenster.
Im Inneren des Turms führt eine Wendeltreppe über 83 Stufen zur Aussichtsplattform. Auf der Plattform befindet sich in der Mitte eine Turmspitze mit Wetterfahne. Die Plattform hat einen Durchmesser von drei Metern und war mit einer auskragenden Brüstung versehen.